# Kümbetyeniköy, İnönü
Kümbetyeniköy là một xã thuộc huyện İnönü, tỉnh Eskişehir, Thổ Nhĩ Kỳ. Dân số thời điểm năm 2011 là 205 người.